# Moschiano
Moschiano és un municipi italià, situat a la regió de Campània i a la província d'Avellino. Segons del cens cde 2021 tenia 1.510 habitants en una superfície de 0,4762 km². Limita amb els municipis de Forino, Lauro, Monteforte Irpino, Quindici i Taurano. Forma part de la Comunitat Alpina Partenio - Vallo di Lauro.

## Administració
| Període | Identitat       | Partit        |
| ------- | --------------- | ------------- |
| 2004-   | Angelo Mazzocca | Llista Cívica |